# クリスティーネ・ロブマン
クリスティーネ・ロブマン（Christine Marie Løvmand、1803年3月19日 - 1872年4月10日）はデンマークの画家である。デンマークで最初に美術界から認められた女性画家の一人である。

## 略歴
コペンハーゲンで高級官僚の娘に生まれた。植物画をカムラト(Johannes Ludvig Camradt)に学んだ。その後、デンマーク王立美術院のクリストファー・エカスベアに絵を学んだ。王立美術院に女性が入ることはできなかったので、指導は日曜日に行われた。人物画の基本の裸体画の練習もできなかったので、当時の女性画家は植物画や静物画を描くことになった。1842年に国王、クリスチャン8世の支援でドイツに留学し、1847年に自費でパリに旅した。1827年から1844年の間に9点の絵が王室絵画コレクションに買い上げられた。
1826年に父親が没した後、生計をたてるために、自宅で、絵画教室を開いた。生徒には女優のハイベア(Johanne Luise Heiberg)、作家の
カル(Benedicte Arnesen Kall)や後に風景画家となるチェニング(Eleonora Tscherning)がいた。
シャルロッテンボー宮殿の春の展覧会に50年にわたって42回、172点の作品を出展した。没後、彼女の作品は1872年の国際展覧会などで展示された。
独身のままコペンハーゲンで没した。妹のフレゼレケ・ロブマン(Frederikke Løvmand:1801-1885)も静物画家になり、弟のアルバト・ロブマン(Albert Løvmand:1806-1847)は建築家となった。

## 作品

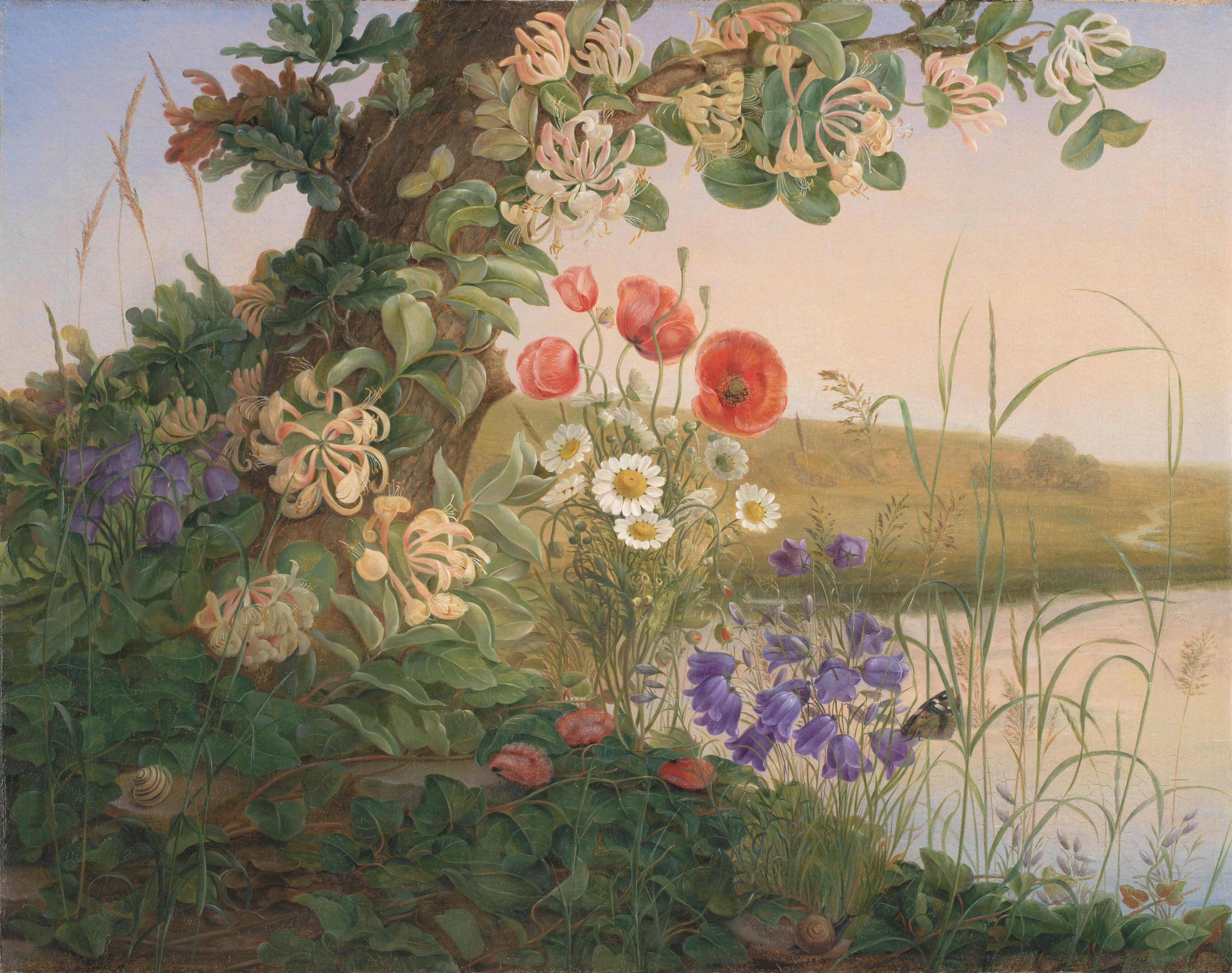
花図(1841)
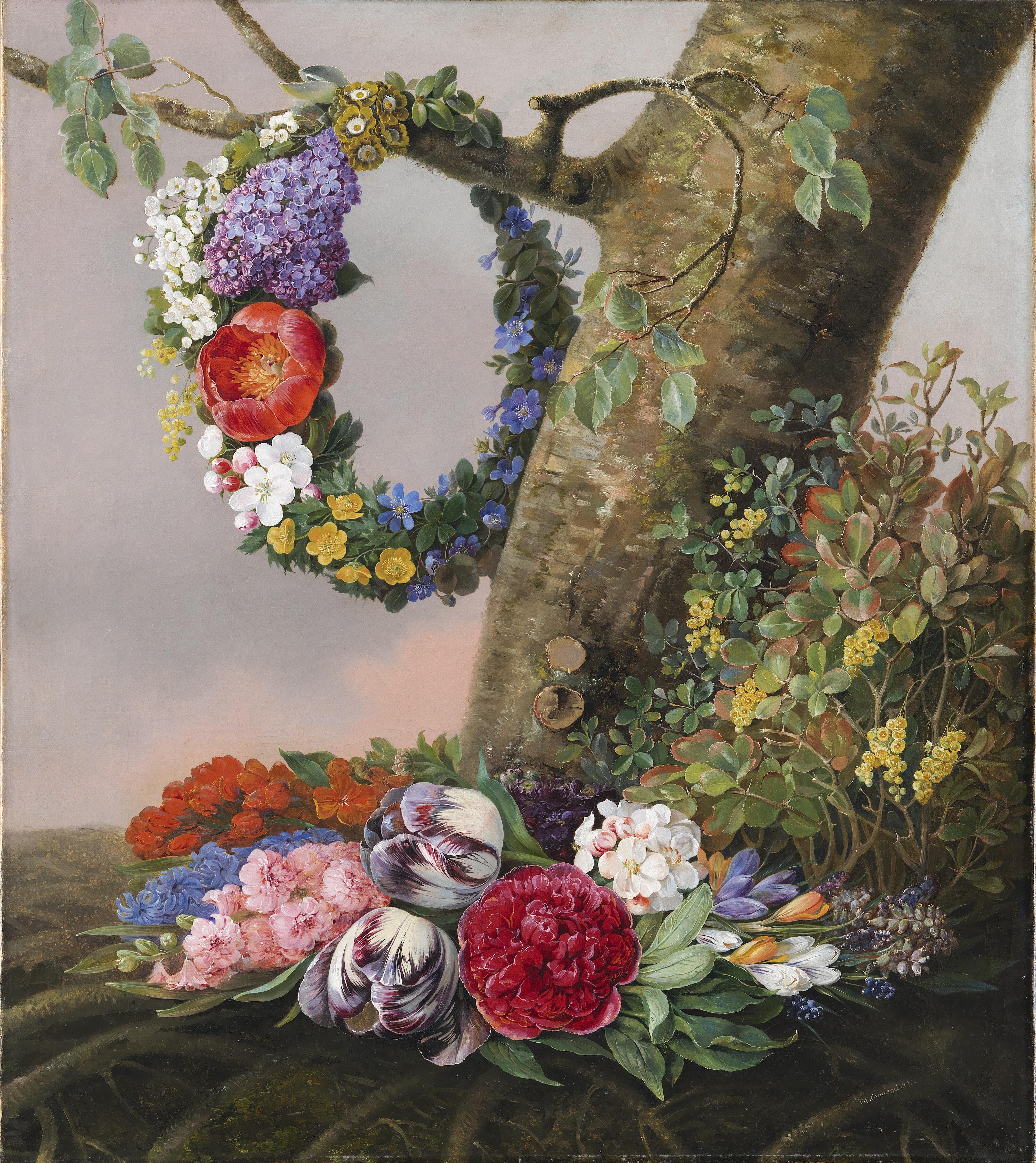
木の根元の花束(1832)
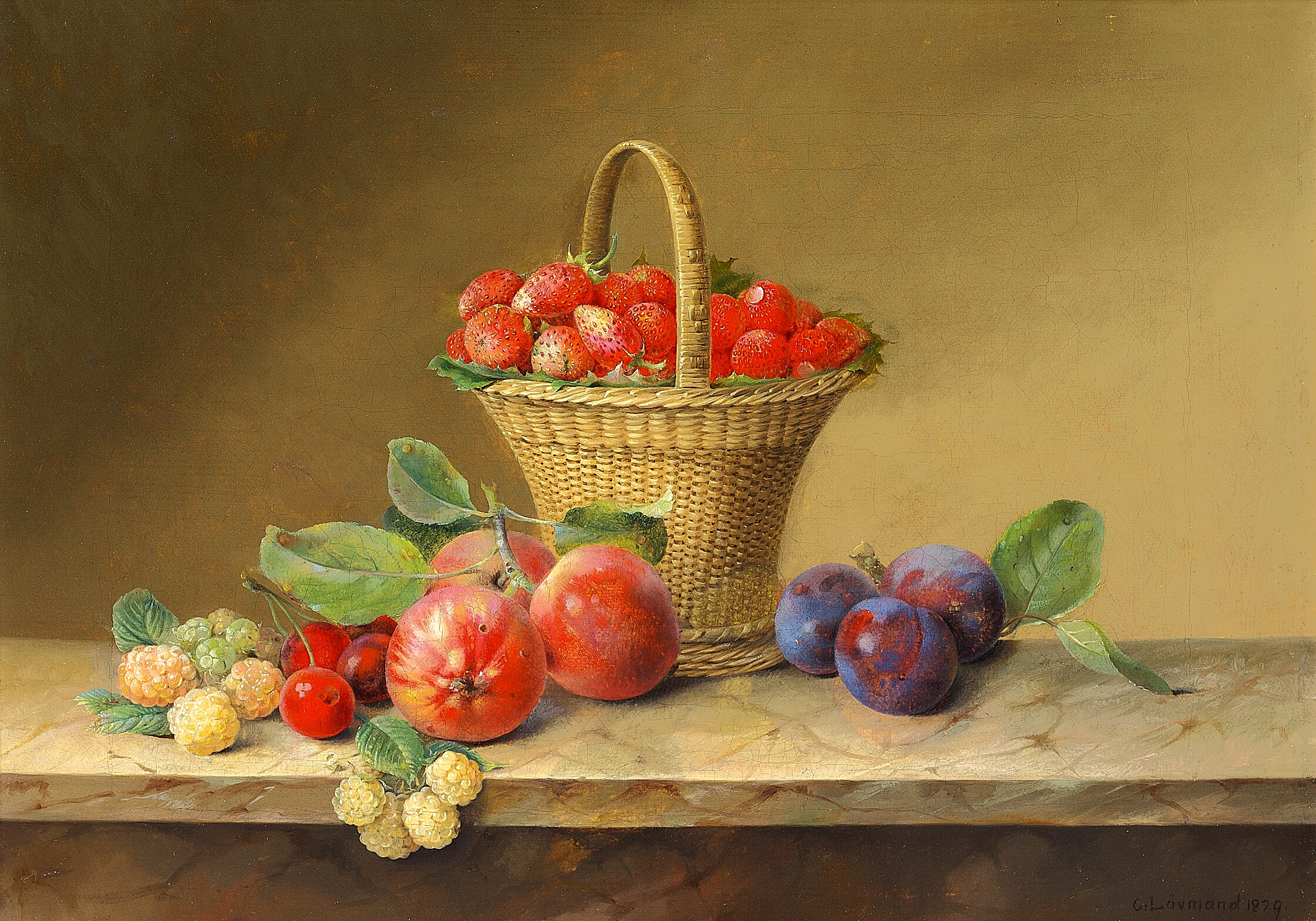
籠に入ったイチゴや果物(1829)
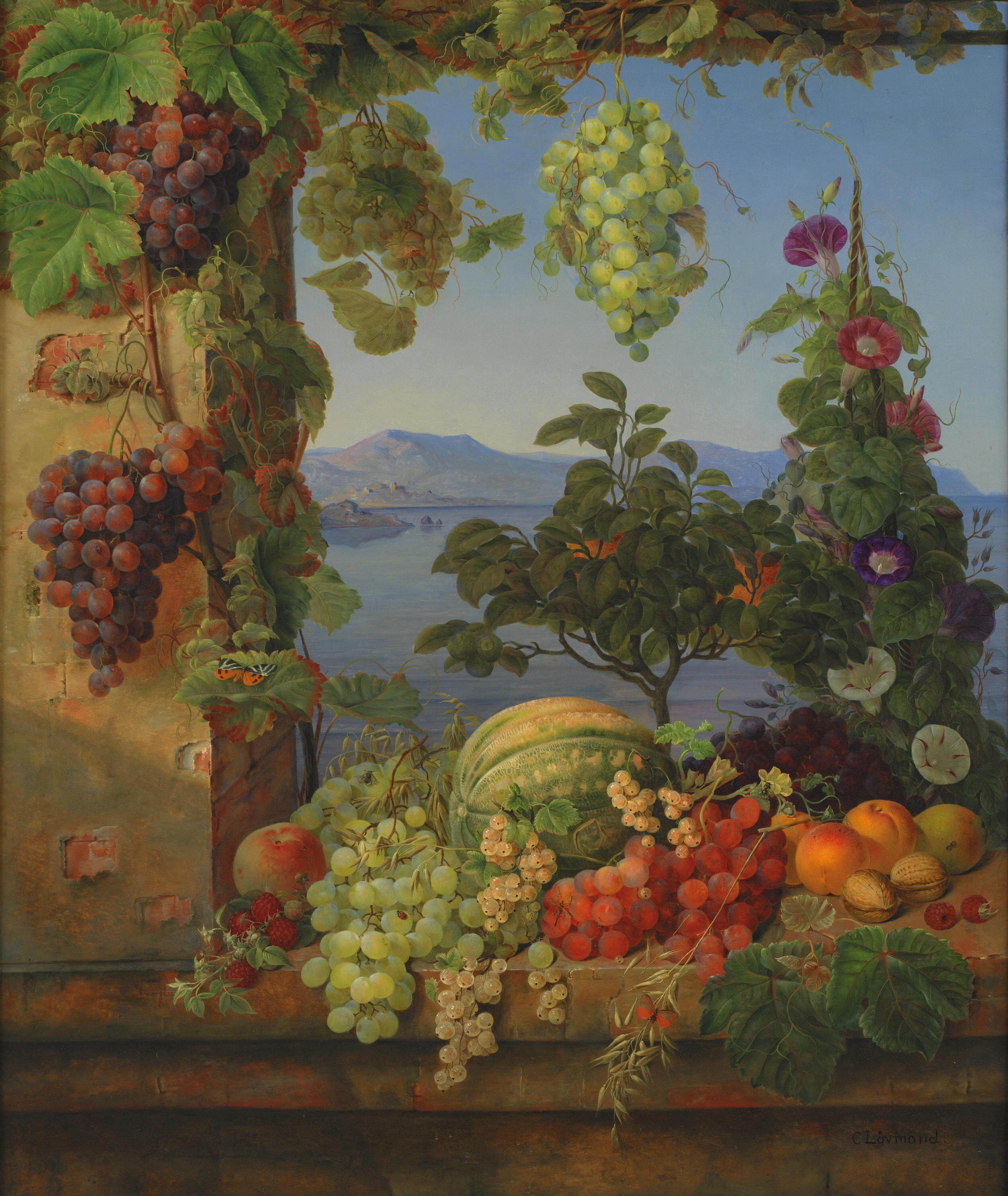
イタリアの風景の中の果物(c.1844)